# Copa SASF
La Copa SASF fue un torneo de copa a nivel de clubes de Sudáfrica que se jugó de 1961 a 1990.

## Historia
La copa fue creada en 1961 y organizada por la Federación de Fútbol Sudafricana para los equipos con jugadores de raza india y negra durante los años del apartheid, rivalizando con la Copa NFL que era compuesta por equipo con jugadores de raza blanca.
Era un torneo de eliminación directa y tuvo varios nombres a lo largo de su existencia hasta su desaparición en 1990.

## Lista de Campeones
| Año                   | Campeón                  | Finalista          |
| SASL Cup              | SASL Cup                 | SASL Cup           |
| --------------------- | ------------------------ | ------------------ |
| 1961                  | Cape Ramblers            | Transvaal United   |
| 1962                  | Avalon Athletic          |                    |
| 1963                  | Avalon Athletic          |                    |
| Mainstay Cup          |                          |                    |
| 1969                  | Aces United              |                    |
| 1970                  | Verulam Suburbs          |                    |
| 1971                  | Maritzburg City          |                    |
| 1972                  | Glenville                |                    |
| 1973                  | Verulam Suburbs          |                    |
| Cola Cola Shield      |                          |                    |
| 1974                  | Berea                    | Cape Town Spurs FC |
| 1975                  | Cape Town Spurs FC       | Bluebells          |
| 1976                  | Berea FC                 | Sundowns           |
| 1977                  | Manning Rangers          | PG Bluebells       |
| 1978                  | Durban City              | Suburbs United     |
| Seven Seas Cup        |                          |                    |
| 1979                  | Glenville                |                    |
| 1980                  | Cape Town Spurs FC       |                    |
| 1981                  | Vereeniging Old Boys     |                    |
| 1982                  | Bosmont Chelsea          |                    |
| 1983                  | Maritzburg United        |                    |
| 1984                  | Tongaat Crusaders United |                    |
| 1985                  | Lightbody's Santos       |                    |
| Golden City Homes Cup |                          |                    |
| 1986                  | Real Taj                 |                    |
| 1987                  | Jakes Autolot United     |                    |
| 1988                  | Lightbody's Santos       |                    |
| 1989                  | Battswood FC             |                    |
| 1990                  | Lightbody's Santos       |                    |

## Títulos por equipo
| Equipo                    | Títulos |
| ------------------------- | ------- |
| Lightbody's Santos        | 3       |
| Avalon Athletic           | 2       |
| Verulam Suburbs FC        | 2       |
| Berea FC                  | 2       |
| Glenville FC              | 2       |
| Cape Town Spurs FC        |         |
| Cape Ramblers             | 1       |
| Aces United               | 1       |
| Maritzburg City FC        | 1       |
| Manning Rangers           | 1       |
| Durban City               | 1       |
| Vereeniging Old Boys      | 1       |
| Bosmont Chelsea           | 1       |
| Maritzburg United FC      | 1       |
| Tongaart Crusaders United | 1       |
| Real Taj FC               | 1       |
| Jake's Autolot United     | 1       |
| Battswood FC              | 1       |